# Entraygues-sur-Truyère
Pour les articles homonymes, voir Entraygues (homonymie) et Truyère (homonymie).
Entraygues-sur-Truyère (prononcé [ɑ̃ˈtʁajə syʁ tʁy'jɛʁə]) est une commune française, située dans le département de l'Aveyron, en région Occitanie.
De 1790 à 2015, la commune était le chef-lieu d'un canton et de 2002 à 2016 le siège d'une intercommunalité.
Le patrimoine architectural de la commune comprend deux  immeubles protégés au titre des monuments historiques : le Pont sur la Truyère, classé en 1927, et la Maison Valette (porte et vantaux), inscrite en 1928.

## Géographie

### Généralités
Dans la moitié nord du département de l'Aveyron, la commune d'Entraygues-sur-Truyère s'étend sur 30,15 km2. Elle est arrosée par le Lot et son affluent la Truyère, et bordée au nord sur 400 mètres par le Goul, un affluent de la Truyère.
L'altitude minimale, 222 mètres, se trouve localisée à l'ouest, là où le Lot quitte la commune et sert de limite entre celles d'Espeyrac et du Fel. L'altitude maximale avec 744 ou 759 mètres est située dans l'est, au nord du lieu-dit Albrespic.
Implanté au confluent du Lot et de la Truyère et à l'intersection des routes départementales (RD) 34, 42, 904 et 920, le bourg d'Entraygues-sur-Truyère est situé, en distances orthodromiques, 21 kilomètres au nord-ouest d'Espalion, 23 kilomètres à l'ouest-sud-ouest de Laguiole, et 33 kilomètres au nord de la préfecture Rodez.
La commune est également desservie par la RD 107.
Le sentier de grande randonnée GR 465A, variante du GR 465, traverse le territoire communal sur environ quatorze kilomètres et passe par le bourg et l'église de Ginolhac et à proximité du barrage de Cambeyrac sur la Truyère.

### Communes limitrophes
Entraygues-sur-Truyère est limitrophe de six autres communes.
Les communes limitrophes sont  Campouriez, Espeyrac, Florentin-la-Capelle, Golinhac, Le Fel et Saint-Hippolyte.
|          | Saint-Hippolyte        | Campouriez           |
| Le Fel   | Entraygues-sur-Truyère |                      |
| Espeyrac | Golinhac               | Florentin-la-Capelle |

### Hydrographie

#### Réseau hydrographique

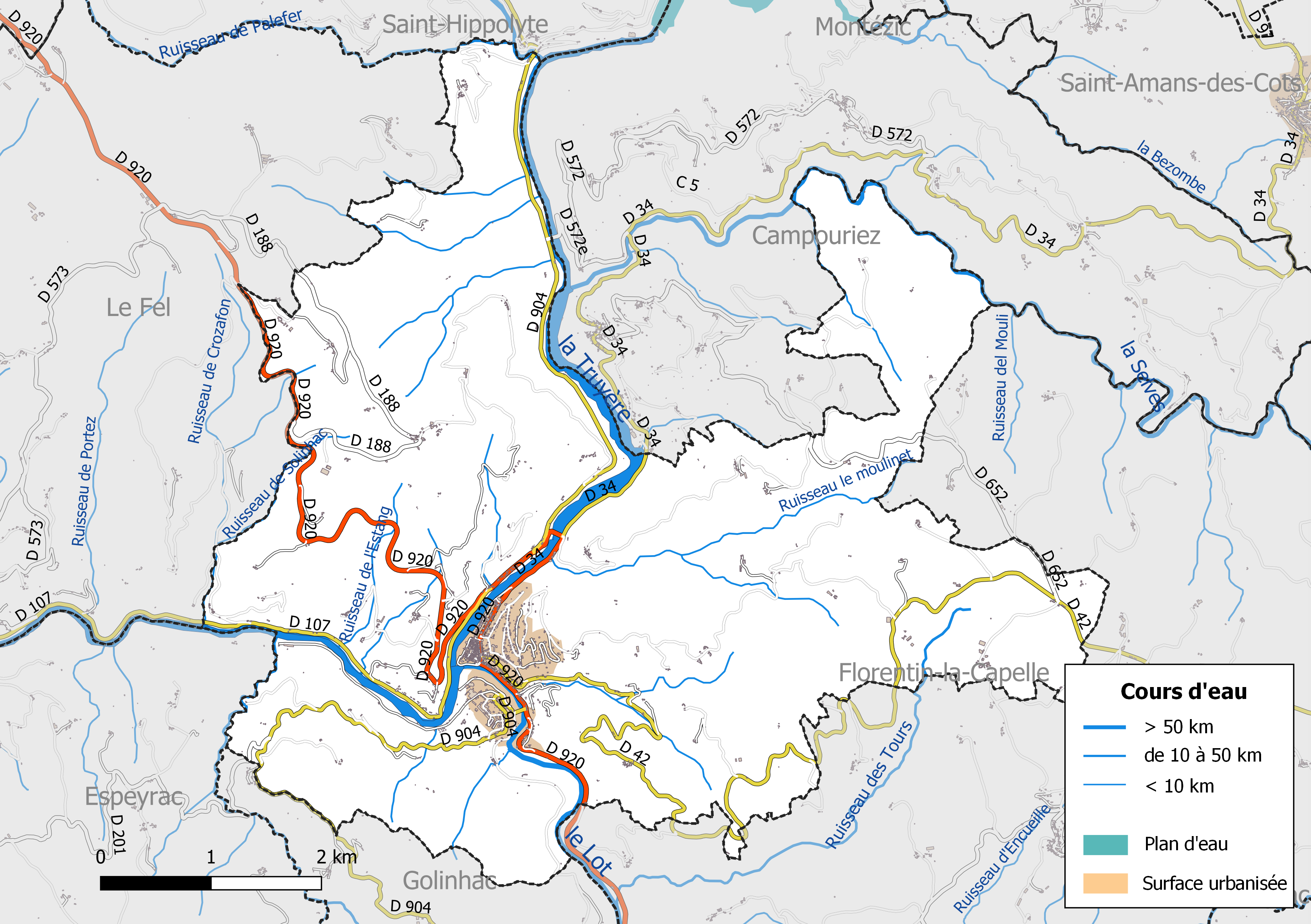
Réseaux hydrographique et routier d'Entraygues-sur-Truyère.

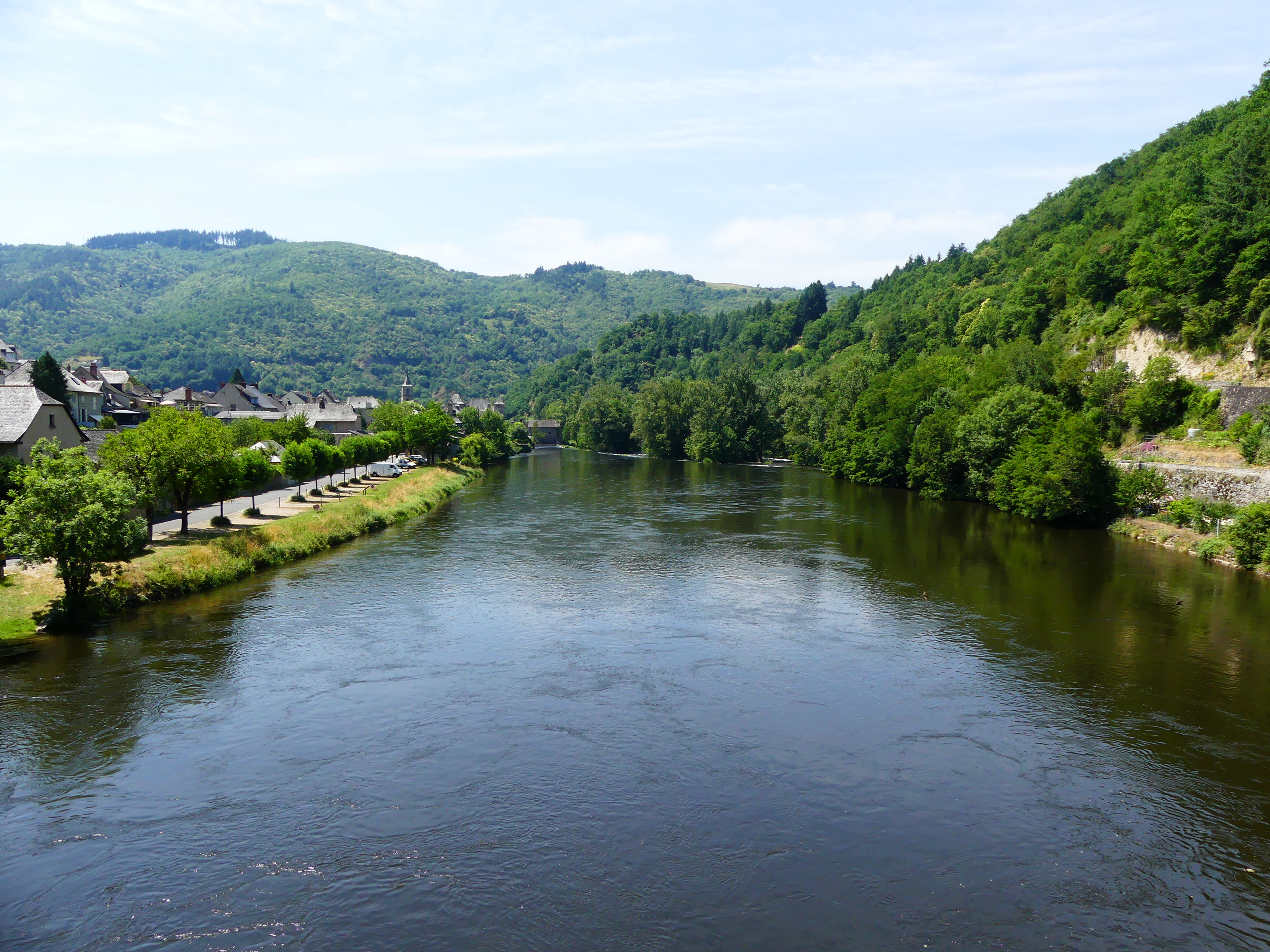
En aval du pont gothique, la Truyère longe le bourg d'Entraygues situé sur la gauche.

La commune est drainée par la Truyère, le Lot, le Goul, la Selves, le ruisseau de Palefer, le ruisseau des Tours, le ruisseau de l'Estampes, le ruisseau de l'Estang, le ruisseau de Solinhac, le ruisseau du Roucan, le ruisseau le moulinet et par divers petits cours d'eau.
La Truyère, d'une longueur totale de 167,2 km, prend sa source dans la commune de Monts-de-Randon (48) et se jette  dans le Lot  à Entraygues-sur-Truyère, après avoir arrosé 39 communes.
Le Lot prend sa source à 1272 m d’altitude sur la montagne du Goulet (nord du Mont Lozère), dans la commune de Cubières (48), et se jette  dans la Garonne à Monheurt (47), après avoir parcouru 484 km et traversé 129 communes.
Le Goul, d'une longueur totale de 52 km, prend sa source dans la commune de Pailherols (15) et se jette  dans la Truyère à Campouriez, après avoir arrosé 14 communes.
La Selves, d'une longueur totale de 44,5 km, prend sa source dans la commune de Laguiole et se jette  dans la Truyère à Campouriez, après avoir arrosé 7 communes.

#### Gestion des cours d'eau
La gestion des cours d’eau situés dans le bassin de l’Aveyron est assurée par l’établissement public d'aménagement et de gestion des eaux (EPAGE) Aveyron amont, créé le 1er janvier 2017, en remplacement du syndicat mixte du bassin versant Aveyron amont,,.

### Climat
Pour des articles plus généraux, voir Climat de l'Occitanie et Climat de l'Aveyron.
En 2010, le climat de la commune est de type climat océanique altéré, selon une étude s'appuyant sur une série de données couvrant la période 1971-2000. En 2020, Météo-France publie une typologie des climats de la France métropolitaine dans laquelle la commune est exposée à un climat de montagne et est dans la région climatique Sud-est du Massif Central, caractérisée par une pluviométrie annuelle de 1 000 à 1 500 mm, minimale en été, maximale en automne.
Pour la période 1971-2000, la température annuelle moyenne est de 12,3 °C, avec une amplitude thermique annuelle de 16,5 °C. Le cumul annuel moyen de précipitations est de 1 062 mm, avec 12,5 jours de précipitations en janvier et 6,7 jours en juillet. Pour la période 1991-2020, la température moyenne annuelle observée sur la station météorologique installée sur la commune est de 13,3 °C et le cumul annuel moyen de précipitations est de 1 116,3 mm,. Pour l'avenir, les paramètres climatiques de la commune estimés pour 2050 selon différents scénarios d'émission de gaz à effet de serre sont consultables sur un site dédié publié par Météo-France en novembre 2022.
| Mois                                  | jan.            | fév.          | mars           | avril         | mai           | juin          | jui.          | août          | sep.          | oct.            | nov.            | déc.           | année     |
| ------------------------------------- | --------------- | ------------- | -------------- | ------------- | ------------- | ------------- | ------------- | ------------- | ------------- | --------------- | --------------- | -------------- | --------- |
| Température minimale moyenne (°C)     | 1,5             | 1,1           | 3,6            | 6             | 10            | 13,5          | 15,3          | 14,7          | 11,2          | 9               | 5,1             | 2,3            | 7,8       |
| Température moyenne (°C)              | 5,2             | 5,9           | 9,4            | 12,2          | 16,3          | 20,1          | 22,3          | 22            | 17,8          | 14              | 8,9             | 5,8            | 13,3      |
| Température maximale moyenne (°C)     | 8,8             | 10,6          | 15,2           | 18,4          | 22,5          | 26,6          | 29,3          | 29,3          | 24,4          | 18,9            | 12,6            | 9,3            | 18,8      |
| Record de froid (°C) date du record   | −21 09.01.1985  | −14 12.02.12  | −11,5 01.03.05 | −4 04.04.1996 | 0 06.05.19    | 4,5 01.06.06  | 7 22.07.08    | 4 30.08.1986  | 2 11.09.01    | −3,5 31.10.1997 | −8,5 24.11.1998 | −14,5 19.12.09 | −21 1985  |
| Record de chaleur (°C) date du record | 18,5 05.01.1999 | 26 24.02.1990 | 27,5 24.03.01  | 31 29.04.05   | 35,1 21.05.22 | 41,5 27.06.19 | 41,5 24.07.19 | 42,5 12.08.03 | 36,5 03.09.05 | 31,3 08.10.23   | 24,5 07.11.15   | 19 08.12.10    | 42,5 2003 |
| Précipitations (mm)                   | 99,4            | 81,9          | 80,3           | 104,4         | 103,7         | 79,6          | 62,2          | 76,5          | 98,2          | 100,1           | 115,6           | 114,4          | 1 116,3   |

### Milieux naturels et biodiversité

#### Espaces protégés
La protection réglementaire est le mode d’intervention le plus fort pour préserver des espaces naturels remarquables et leur biodiversité associée.
Dans ce cadre, la commune fait partie d'un espace protégé, le Parc naturel régional de l'Aubrac, créé par décret le 23 mai 2018 et d'une superficie de 220 284 ha. Région rurale de moyenne montagne, l’Aubrac possède un patrimoine encore bien préservé. Son économie rurale, ses paysages, ses savoir-faire, son environnement et son patrimoine culturel reconnus n'en demeurent pas moins vulnérables et menacés et c'est à ce titre que cette zone a été protégée ,.

#### Sites Natura 2000

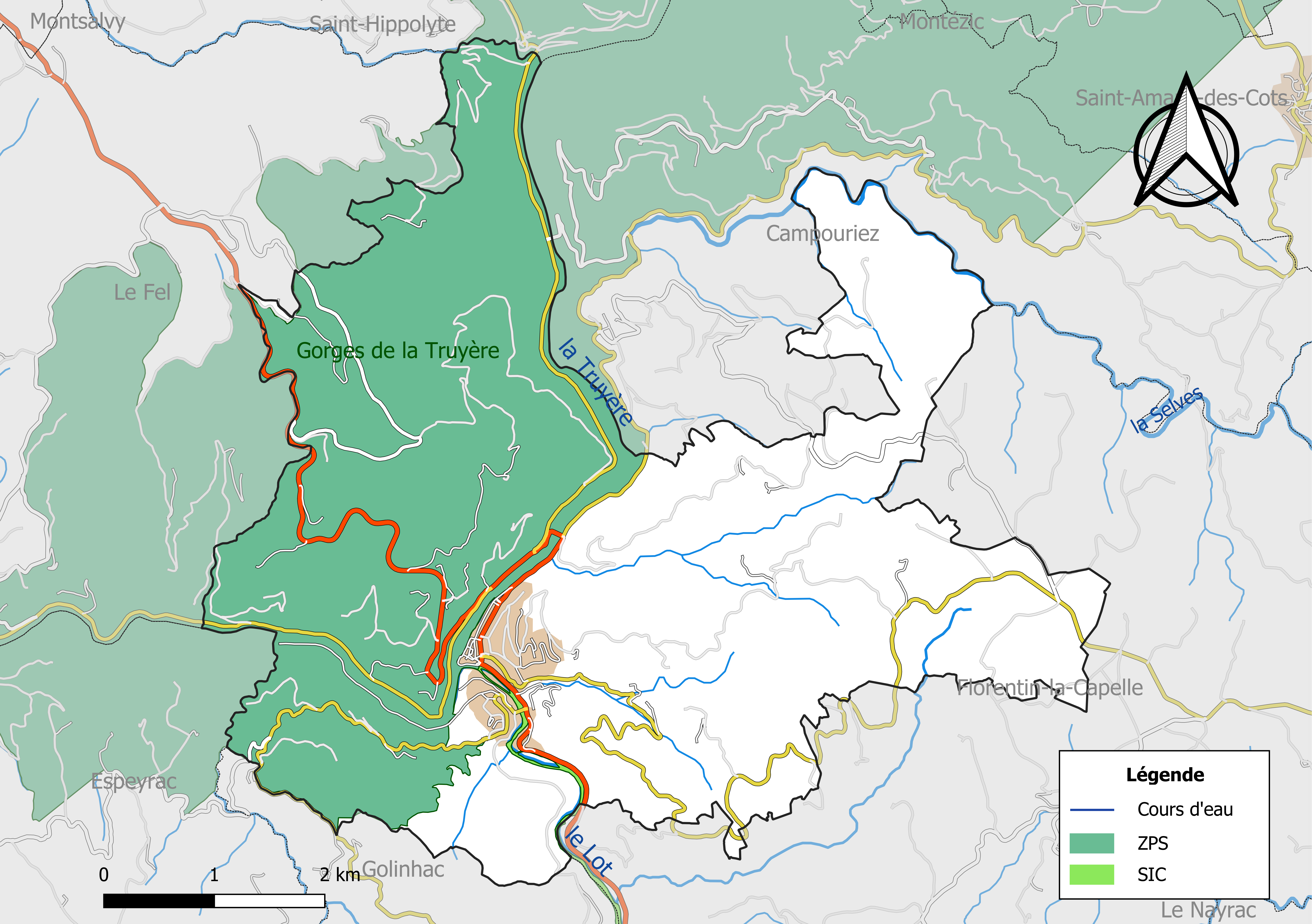
Sites Natura 2000 sur le territoire communal.

Le réseau Natura 2000 est un réseau écologique européen de sites naturels d’intérêt écologique élaboré à partir des Directives « Habitats » et « Oiseaux ». Ce réseau est constitué de Zones spéciales de conservation (ZSC) et de Zones de protection spéciale (ZPS). Dans les zones de ce réseau, les États Membres s'engagent à maintenir dans un état de conservation favorable les types d'habitats et d'espèces concernés, par le biais de mesures réglementaires, administratives ou contractuelles.
Un site Natura 2000 a été défini sur la commune au titre de la « directive Habitats » : 
- La « Haute vallée du Lot entre Espalion et Saint-Laurent-d'Olt et gorges de la Truyère, basse vallée du Lot et le Goul », d'une superficie de 5 653 ha, comprend une partie de la vallée du Lot ainsi que deux de ses affluents : la Truyère et le Goul. Le site est remarquable d'une part du fait de la présence de deux espèces d'intérêt communautaire, la Loutre d'Europe et le Chabot, et de plusieurs habitats aquatiques et forestiers d'intérêts communautaires qui se rapportent aux trois entités paysagères du site[21].

et un au titre de la « directive Oiseaux » :  
- Les « Gorges de la Truyère », d'une superficie de 16 681 ha, où douze espèces de l'annexe 1 se reproduisent régulièrement sur le site, parmi lesquelles huit espèces de rapaces[22].

#### Zones naturelles d'intérêt écologique, faunistique et floristique
L’inventaire des zones naturelles d'intérêt écologique, faunistique et floristique (ZNIEFF) a pour objectif de réaliser une couverture des zones les plus intéressantes sur le plan écologique, essentiellement dans la perspective d’améliorer la connaissance du patrimoine naturel national et de fournir aux différents décideurs un outil d’aide à la prise en compte de l’environnement dans l’aménagement du territoire.
Le territoire communal d'Entraygues-sur-Truyère comprend trois ZNIEFF de type 1, : 
- les « Pentes boisées de Banroques » (377,4 ha), couvrant 3 communes du département[24]
- la « Rivière Lot (partie Aveyron) » (2 552 ha), couvrant 33 communes dont 30 dans l'Aveyron, 2 dans le Cantal et 1 dans la Lozère[25];
- les « Rivières de la Truyère et du Goul » (714,8 ha), couvrant 11 communes dont 9 dans l'Aveyron et 2 dans le Cantal[26]

et deux ZNIEFF de type 2, : 
- la « Vallée de la Truyère, du Goul et de la Bromme » (8 876 ha), qui s'étend sur 18 communes dont 12 dans l'Aveyron et 6 dans le Cantal[27];
- la « Vallée du Lot (partie Aveyron) » (19 239 ha), qui s'étend sur 47 communes dont 39 dans l'Aveyron, 5 dans le Cantal, 2 dans le Lot et 1 dans la Lozère[28].

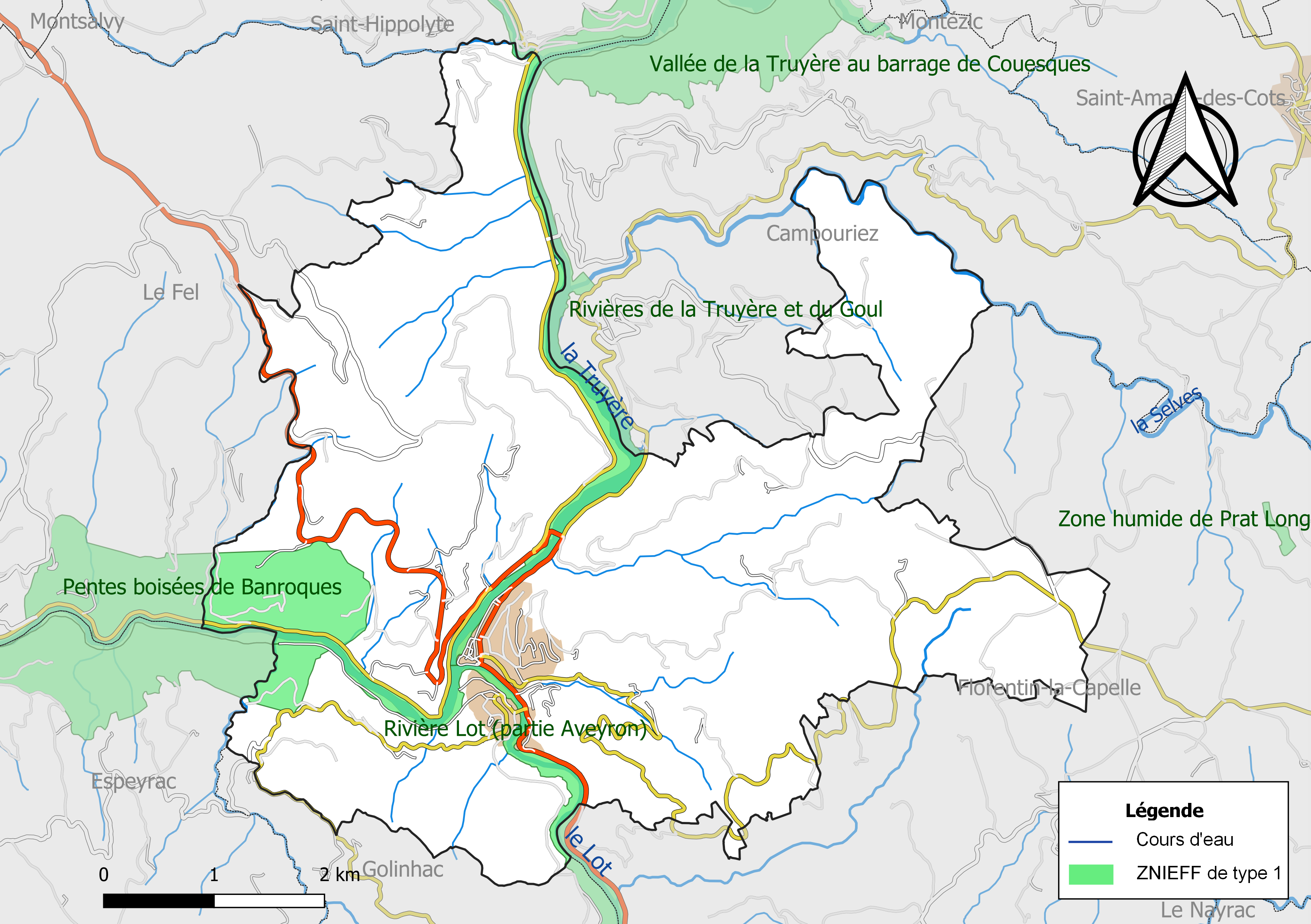
Carte des ZNIEFF de type 1 de la commune.
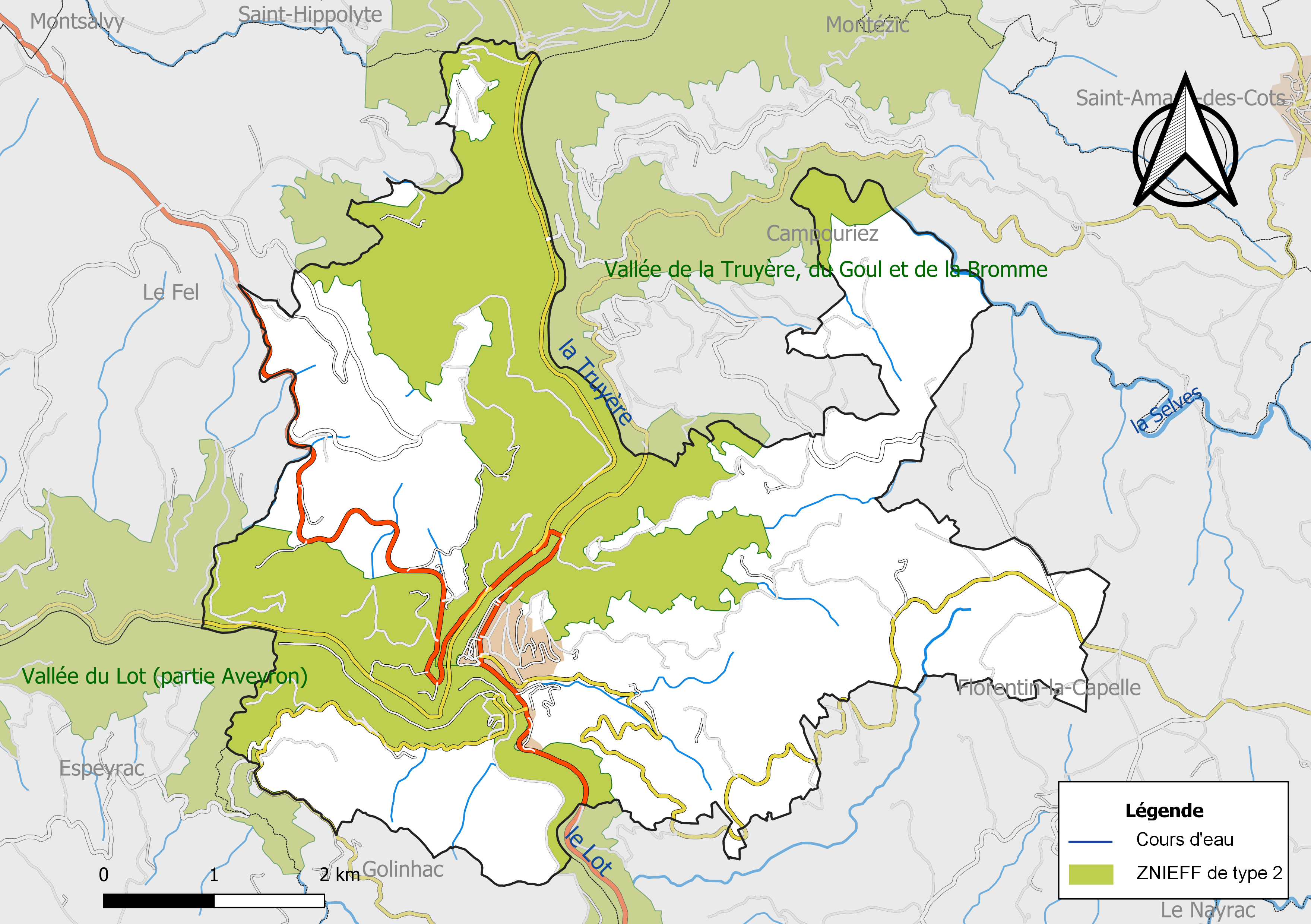
Carte des ZNIEFF de type 2 de la commune.

## Urbanisme

### Typologie
Au 1er janvier 2024, Entraygues-sur-Truyère est catégorisée bourg rural, selon la nouvelle grille communale de densité à 7 niveaux définie par l'Insee en 2022.
Elle est située hors unité urbaine et hors attraction des villes,.

### Occupation des sols

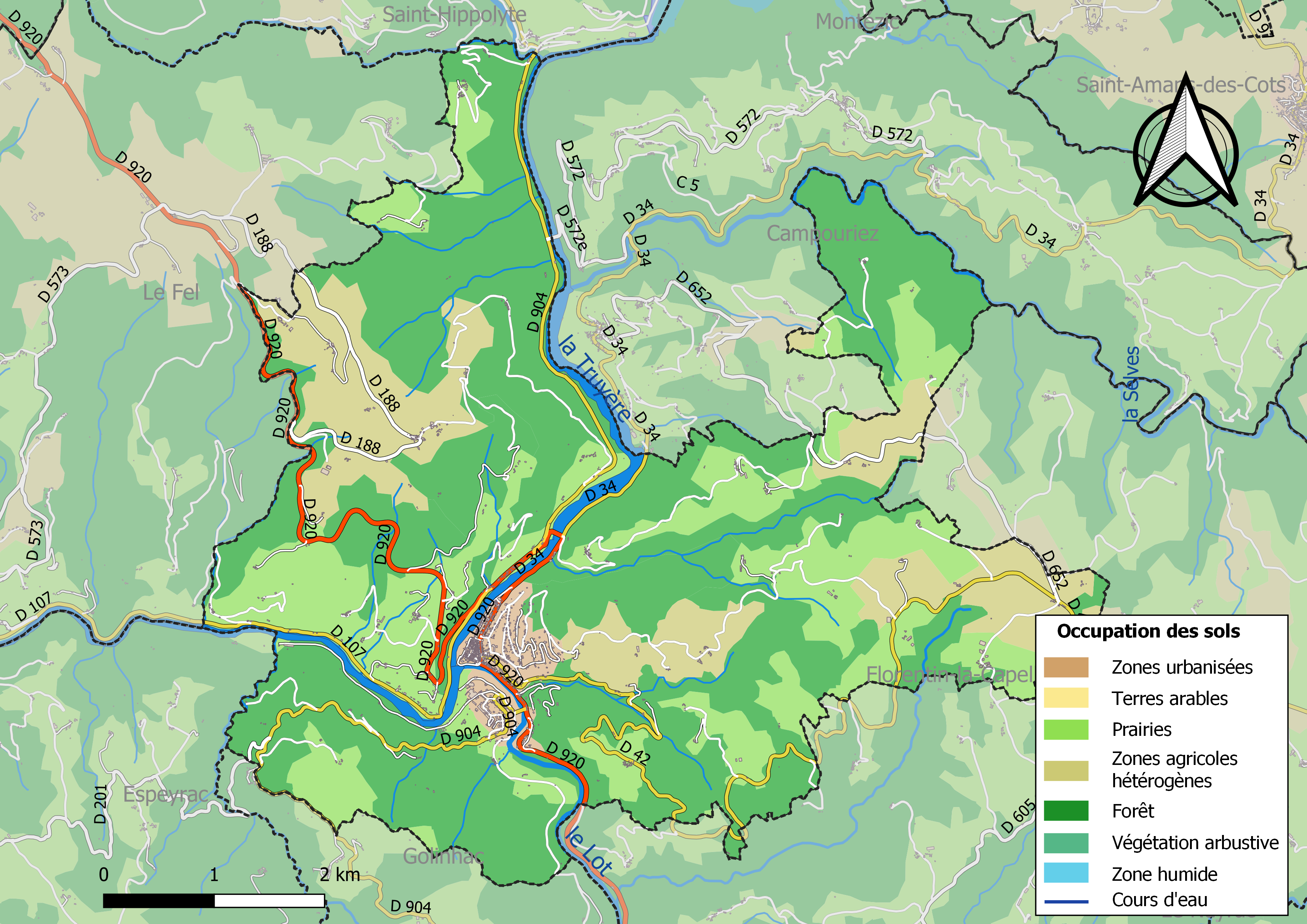
Infrastructures et occupation des sols de la commune d'Entraygues-sur-Truyère.

L'occupation des sols de la commune, telle qu'elle ressort de la base de données européenne d’occupation biophysique des sols Corine Land Cover (CLC), est marquée par l'importance des forêts et milieux semi-naturels (56,7 % en 2018), en diminution par rapport à 1990 (57,6 %). La répartition détaillée en 2018 est la suivante : 
forêts (56,7 %), prairies (25,2 %), zones agricoles hétérogènes (15,3 %), zones urbanisées (2,9 %).

### Planification
La commune disposait en 2017 d'une carte communale approuvée.

### Voies de communication et transports
- Taxis.
- Liaisons journalières en bus vers Aurillac et Rodez au départ d'Entraygues.
- Aéroport de Rodez-Aveyron.

### Risques majeurs
Le territoire de la commune d'Entraygues-sur-Truyère est vulnérable à différents aléas naturels : inondations, climatiques (hiver exceptionnel ou canicule), feux de forêts et séisme (sismicité faible).
Il est également exposé à deux risques technologiques, le transport de matières dangereuses et la rupture d'un barrage, et à deux risques particuliers, les risques radon et minier,.

#### Risques naturels

Zones inondables de la commune d'Entraygues-sur-Truyère.

Certaines parties du territoire communal sont susceptibles d’être affectées par le risque d’inondation par débordement du Lot et de la Truyère. Les dernières grandes crues historiques, ayant touché plusieurs parties du département, remontent aux 3 et 4 décembre 2003 (dans le bassin du Lot, de l'Aveyron, du Viaur et du Tarn) et au 28 novembre 2014 (bassins de la Sorgues et du Dourdou). Ce risque est pris en compte dans l'aménagement du territoire de la commune par le biais du Plan de prévention du risque inondation (PPRI) Lot amont, approuvé le 21 décembre 2007.
Le Plan départemental de protection des forêts contre les incendies découpe le département de l’Aveyron en sept « bassins de risque » et définit une sensibilité des communes à l’aléa feux de forêt (de faible à très forte). La commune est classée en sensibilité faible.
Les mouvements de terrains susceptibles de se produire sur la commune sont liés à la présence de cavités souterraines localisées sur la commune,.

#### Risques technologiques
Le risque de transport de matières dangereuses sur la commune est lié à sa traversée par une route à fort trafic. Un accident se produisant sur une telle infrastructure est en effet susceptible d’avoir des effets graves au bâti ou aux personnes jusqu’à 350 m, selon la nature du matériau transporté. Des dispositions d’urbanisme peuvent être préconisées en conséquence.
Dans le département de l'Aveyron on dénombre huit grands barrages susceptibles d’occasionner des dégâts en cas de rupture. La commune fait partie des 64 communes susceptibles d’être touchées par l’onde de submersion consécutive à la rupture d’un de ces barrages.

#### Risques particuliers
La commune est concernée par le risque minier, principalement lié à l’évolution des cavités souterraines laissées à l’abandon et sans entretien après l’exploitation des mines.
Dans plusieurs parties du territoire national, le radon, accumulé dans certains logements ou autres locaux, peut constituer une source significative d’exposition de la population aux rayonnements ionisants. Toutes les communes du département sont concernées par le risque radon à un niveau plus ou moins élevé. Selon le dossier départemental des risques majeurs du département établi en 2013, la commune d'Entraygues-sur-Truyère est classée à risque moyen à élevé. Un décret du 4 juin 2018 a modifié la terminologie du zonage définie dans le code de la santé publique et a été complété par un arrêté du 27 juin 2018 portant délimitation des zones à potentiel radon du territoire français. La commune est désormais en zone 3, à savoir zone à potentiel radon significatif.

## Toponymie
Le toponyme Entraygues est basé sur la position de la ville, située au confluent de deux rivières : le Lot et la Truyère. Entraygues signifie entre deux eaux.

## Histoire

### Moyen Âge
Entraygues dépendait de la vicomté de Carlat. Puis le bourg est acquis par les comtes de Rodez avant la fin du XIIIe siècle.
En 1278, le comte de Rodez fait construire un château. La ville possède alors deux ponts, sur la Truyère et le Lot, et se trouve au croisement des routes d'Auvergne et de la route de la vallée du Lot. Entraygues devient le chef-lieu d'une châtellenie comtale. Il y avait une aula, ou hospicium comitale, qui aurait été érigée entre 1278 et 1290 à l'emplacement d'un ancien donjon. Ayant doté sa fille Isabelle de la vicomté de Carlat, il retient[Qui ?] Entraygues qu'il rattache au comté de Rodez. Après la fin de la construction du château, au XIVe siècle, le castrum est ceint de murailles et possède un caractère urbain avec un marché couvert et un consulat.
En 1444, Jean IV d'Armagnac ayant été accusé de plusieurs griefs auprès du roi Charles VII, le roi envoie le Dauphin, futur Louis XI pour lui faire la guerre. Le Dauphin prend Entraygues, Rodez et Séverac-le-Château et soumet toutes les places du comté. Jean IV retrouve la confiance du roi et meurt en 1450. Après l'affrontement entre Jean V d'Armagnac qui était seigneur d'Entraygues, et le roi, Louis XI confisque la seigneurie d'Entraygues en 1469. La famille de Balzac devient seigneur d'Entraygues avec Guillaume de Balzac au XIVe siècle.

### Époque moderne
Pendant les guerres de Religion, la ville est prise par ruse par les protestants en 1558. Henri IV disait que « la prise d'Entraygues était le plus émerveillable dessein qu'on eut exécuté depuis les guerres civiles ». Le château est repris et pillé en 1587. Il est détruit en partie en 1604.
Au XVIIe siècle, Henri de Montvallat est le nouveau seigneur d'Entraygues. Il fait construire un nouveau corps de bâtiment du château. En octobre 1678, les consuls de la ville demandent aux Ursulines de créer une école de filles. Une lettre patente du roi approuve cet établissement en 1679 et trois religieuses s'installent dans la ville en septembre, dans la chapelle Notre-Dame-du-Pontet.

### Époque contemporaine
En 1833, la commune du Fel fusionne temporairement avec Entraygues puis reprend son autonomie en 1851.
En 1850, le Lot est navigable vers l'aval à partir d'Entraygues.
Créée sous le nom d'Entraigues qui a ensuite évolué vers Entraygues, la commune a pris officiellement le nom d'Entraygues-sur-Truyère le 2 mars 1958

## Politique et administration
La commune fait partie de l'association de développement local « Pays du Haut Rouergue ».

### Rattachements administratifs et électoraux
Dès 1790, la commune est le chef-lieu du canton d'Entraygues-sur-Truyère — d'abord nommé canton d'Entraigues puis canton d'Entraygues — qui dépend du district de Mur-de-Barrez jusqu'en 1795, date de suppression des districts. En 1801, le canton est rattaché à l'arrondissement d'Espalion. En 1926, cet arrondissement étant supprimé, le canton est rattaché à l'arrondissement de Rodez.
Dans le cadre de la réforme de 2014 définie par le décret du 21 février 2014, ce canton disparaît aux élections départementales de mars 2015. La commune est alors rattachée au canton de Lot et Truyère, dont le bureau centralisateur se trouve à Espalion.

### Intercommunalité
En janvier 2002, Entraygues-sur-Truyère intègre dès sa création la communauté de communes d'Entraygues-sur-Truyère dont elle est le chef-lieu. Celle-ci est dissoute au 31 décembre 2016 et remplacée au 1er janvier 2017 par la communauté de communes Comtal Lot et Truyère.

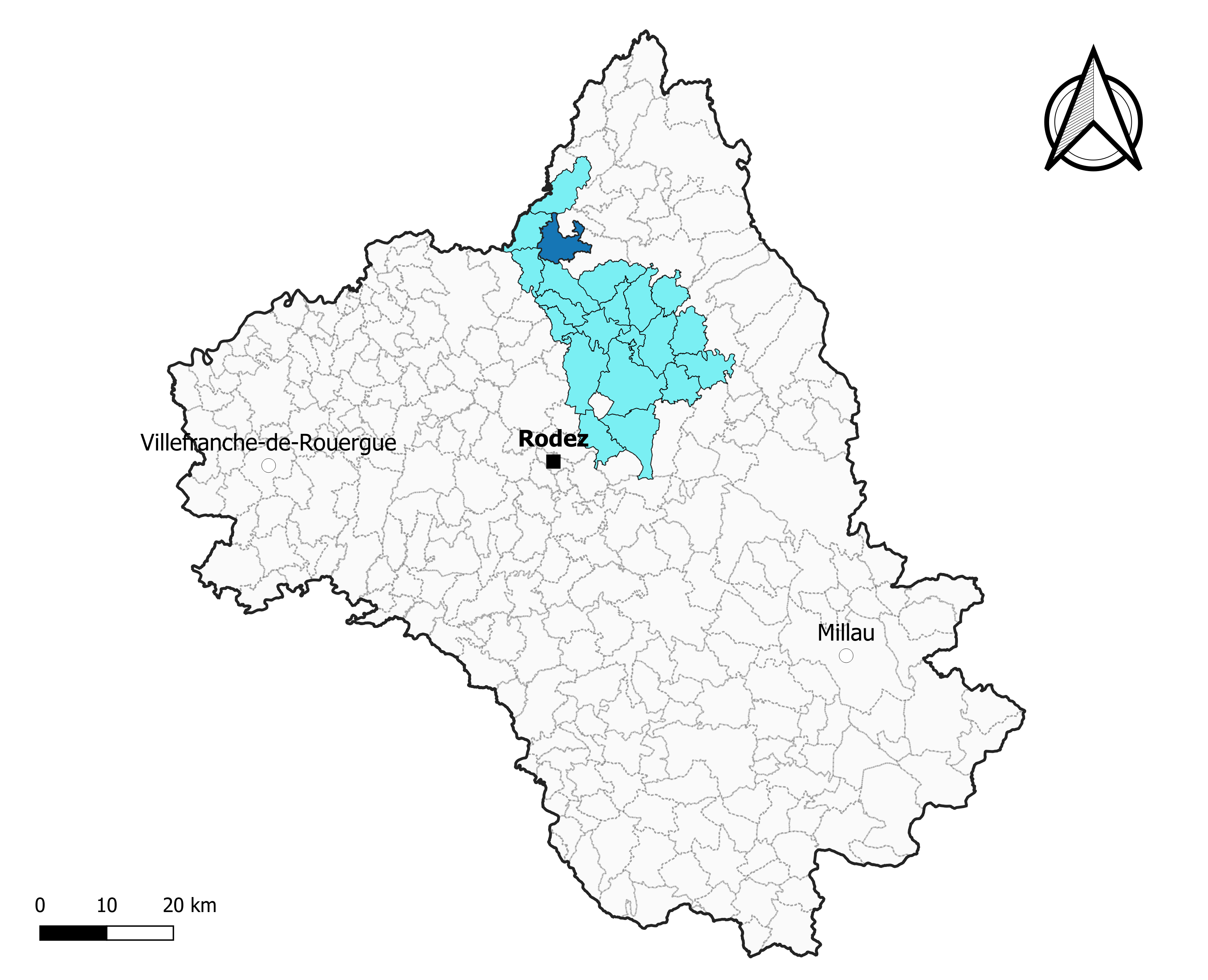
Entraygues-sur-Truyère dans l'intercommunalité en 2020.
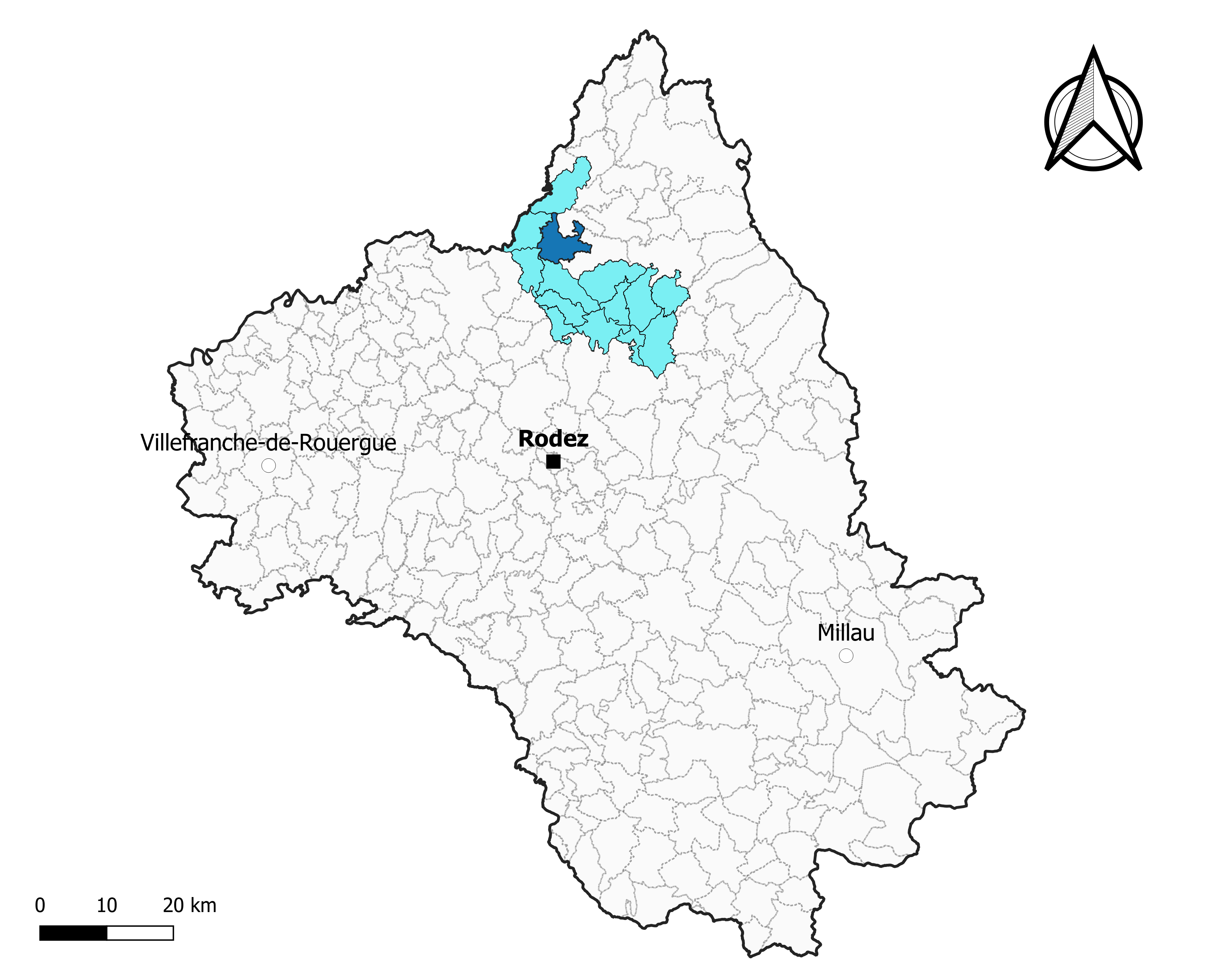
Entraygues-sur-Truyère dans le canton de Lot et Truyère en 2020.
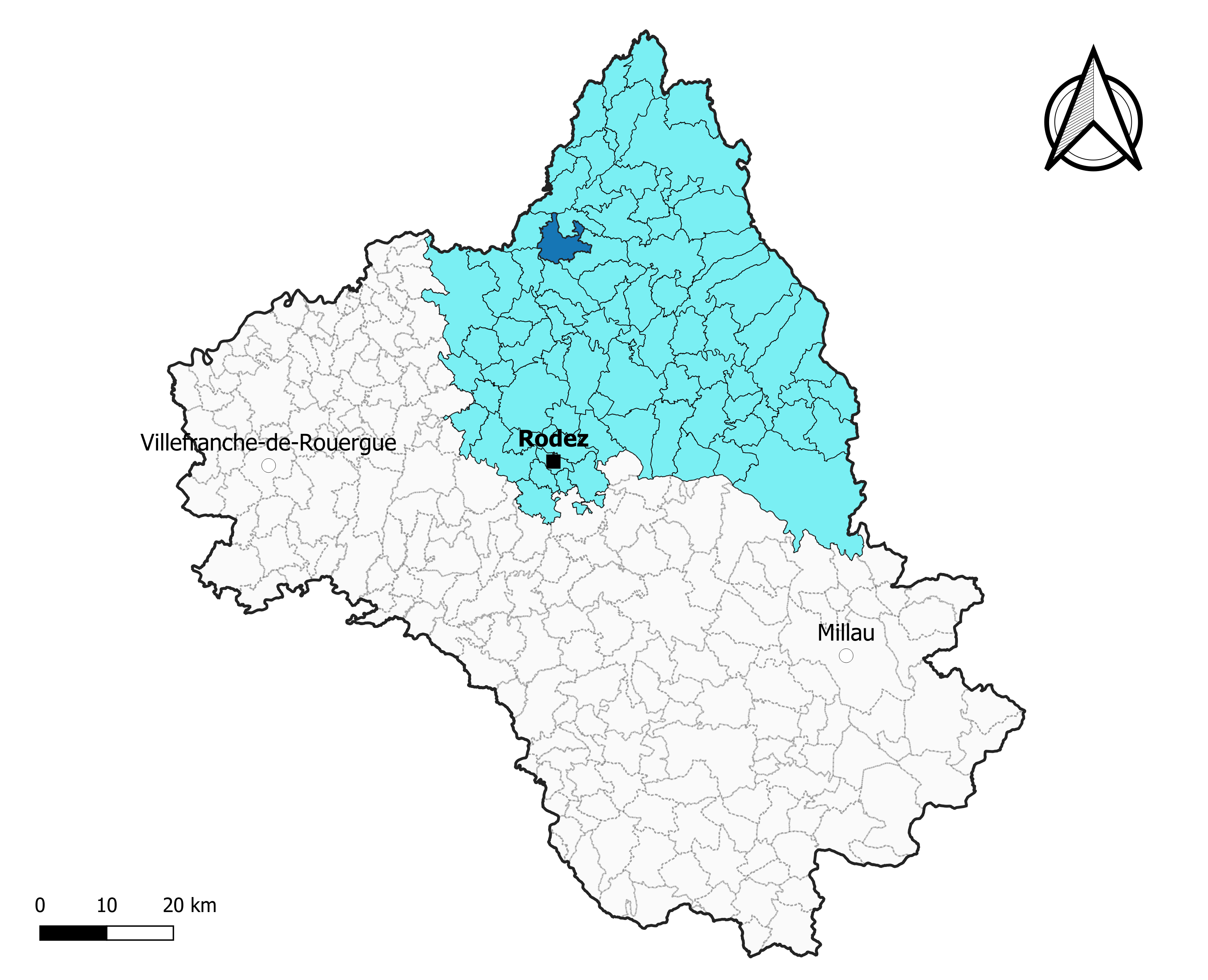
Entraygues-sur-Truyère dans l'arrondissement de Rodez en 2020.

### Liste des maires
| Période                                  | Période  | Identité            | Étiquette | Qualité      |
| ---------------------------------------- | -------- | ------------------- | --------- | ------------ |
| Les données manquantes sont à compléter. |          |                     |           |              |
|                                          |          |                     |           |              |
| 2001                                     | 2008     | André Marty         | DVD       |              |
| 2008                                     | 2014     | Fernand Nicolau     |           |              |
| mars 2014                                | En cours | Bernard Boursinhac, |           | Ancien cadre |

## Population et société

### Démographie
L'évolution du nombre d'habitants est connue à travers les recensements de la population effectués dans la commune depuis 1793. Pour les communes de moins de 10 000 habitants, une enquête de recensement portant sur toute la population est réalisée tous les cinq ans, les populations de référence des années intermédiaires étant quant à elles estimées par interpolation ou extrapolation. Pour la commune, le premier recensement exhaustif entrant dans le cadre du nouveau dispositif a été réalisé en 2007.

En 2022, la commune comptait 970 habitants, en évolution de −4,62 % par rapport à 2016 (Aveyron : +0,37 %, France hors Mayotte : +2,11 %).
| 1793  | 1800  | 1806  | 1821  | 1831  | 1836  | 1841  | 1846  | 1851  |
| ----- | ----- | ----- | ----- | ----- | ----- | ----- | ----- | ----- |
| 1 400 | 1 748 | 2 917 | 2 915 | 2 885 | 2 968 | 3 000 | 3 064 | 1 860 |

| 1856  | 1861  | 1866  | 1872  | 1876  | 1881  | 1886  | 1891  | 1896  |
| ----- | ----- | ----- | ----- | ----- | ----- | ----- | ----- | ----- |
| 1 834 | 1 874 | 1 846 | 1 860 | 1 923 | 1 881 | 2 098 | 1 903 | 1 860 |

| 1901  | 1906  | 1911  | 1921  | 1926  | 1931  | 1936  | 1946  | 1954  |
| ----- | ----- | ----- | ----- | ----- | ----- | ----- | ----- | ----- |
| 1 903 | 1 944 | 1 771 | 1 596 | 1 655 | 1 589 | 1 559 | 2 080 | 1 713 |

| 1962  | 1968  | 1975  | 1982  | 1990  | 1999  | 2006  | 2007  | 2012  |
| ----- | ----- | ----- | ----- | ----- | ----- | ----- | ----- | ----- |
| 1 582 | 1 508 | 1 510 | 1 523 | 1 495 | 1 267 | 1 195 | 1 182 | 1 059 |

| 2017 | 2022 | - | - | - | - | - | - | - |
| ---- | ---- | - | - | - | - | - | - | - |
| 996  | 970  | - | - | - | - | - | - | - |

### Manifestations culturelles et festivités
- Carnaval intercommunal (février ou mars), saison culturelle de la Communauté de communes de janvier au printemps (concerts, théâtre, humoristes, ...), randonnées organisées les week-ends, Festival Rastaf'Entray' (reggae) à l'Ascension, Fête de la Musique, feu de la Saint-Jean, repas de quartier, vide-grenier en juin, les Mercredis soir d'Entraygues (participation de la Communauté de communes) avec un marché d'artisans alimentaires et de producteurs et animations à partir de 18h juillet et août, fête d'Entraygues (fin août, fête des châtaignes, Halloween, quines, concours de belote, tournoi de volley, concours d'illuminations des maisons par quartier, ...
- Association de jeunes : « Jeunesse Motivée d'Entraygues » (JME) a pour but de créer des animations inter-générationnelles tout au long de l'année : Festival Rastaf'Entray' (reggae) à l'Ascension, tournoi de volley et concours d'illuminations des maisons par quartier à la Noël.
- Club du 3e âge : « Soleil d'automne ».
- Pêche.
- Club de macramé.
- Chorale « Au chœur des flots ».
- Troupe des chanteurs d'Entraygues.
- Chasse.

### Sports
- Quilles de huit : « Sport Quilles Entraygues » (SQE), association créée en 2009, sport aveyronnais qui se joue en équipes (par 4 pour les hommes et 2 pour les filles).
- Équitation : la Ferme équestre du Badour crée en 1996 compte six équipes de horse-ball et deux titres de champions de France en 2009 et 2012.
- Tennis de table : Le club pongiste Entraygues (CPE), club fondé en 1993. L'équipe première évolue au niveau régional 2.
- Basket : Basket Club Entraygues (BCE), équipe féminine qui évolue en ALOA (loisirs).
- Football : Le club « Jeunesse sportive d'Entraygues » (JSE) évolue en promotion de ligue saison 2008/2009.
- Pétanque.
- Remise en forme, musculation.
- Canoë kayak.
- Natation.
- Aquagym.
- Pêche.
- Gymnastique.
- Club de randonnée « Entre Lot et Truyère ».
- « Vélo Club Lot et Truyère » (route et VTT).
- Groupe de danses folkloriques.
- Danse Country.

## Économie

### Revenus
En 2018  (données Insee publiées en septembre 2021), la commune compte 471 ménages fiscaux, regroupant 883 personnes. La médiane du revenu disponible par unité de consommation est de 20 130 € (20 640 € dans le département).

### Emploi
| Division       | 2008  | 2013  | 2018  |
| -------------- | ----- | ----- | ----- |
| Commune        | 5,4 % | 6,7 % | 8,4 % |
| Département    | 5,4 % | 7,1 % | 7,1 % |
| France entière | 8,3 % | 10 %  | 10 %  |

En 2018, la population âgée de 15 à 64 ans s'élève à 463 personnes, parmi lesquelles on compte 68,4 % d'actifs (60 % ayant un emploi et 8,4 % de chômeurs) et 31,6 % d'inactifs,. Depuis 2008, le taux de chômage communal (au sens du recensement) des 15-64 ans est supérieur à celui du département, mais inférieur à celui de la France.
La commune est hors attraction des villes,. Elle compte 436 emplois en 2018, contre 475 en 2013 et 515 en 2008. Le nombre d'actifs ayant un emploi résidant dans la commune est de 290, soit un indicateur de concentration d'emploi de 150,6 % et un taux d'activité parmi les 15 ans ou plus de 36 %.
Sur ces 290 actifs de 15 ans ou plus ayant un emploi, 205 travaillent dans la commune, soit 71 % des habitants. Pour se rendre au travail, 71,3 % des habitants utilisent un véhicule personnel ou de fonction à quatre roues, 1 % les transports en commun, 15,8 % s'y rendent en deux-roues, à vélo ou à pied et 11,9 % n'ont pas besoin de transport (travail au domicile).

### Activités hors agriculture

#### Secteurs d'activités
129 établissements sont implantés  à Entraygues-sur-Truyère au 31 décembre 2019. Le tableau ci-dessous en détaille le nombre par secteur d'activité et compare les ratios avec ceux du département,.
| Secteur d'activité                                                                                        | Commune | Commune | Département |
| Secteur d'activité                                                                                        | Nombre  | %       | %           |
| --- | ------- | ------- | ----------- |
| Ensemble                                                                                                  | 129     | 100 %   | (100 %)     |
| Industrie manufacturière, industries extractives et autres                                                | 20      | 15,5 %  | (17,7 %)    |
| Construction                                                                                              | 17      | 13,2 %  | (13 %)      |
| Commerce de gros et de détail, transports, hébergement et restauration                                    | 37      | 28,7 %  | (27,5 %)    |
| Information et communication                                                                              | 1       | 0,8 %   | (1,5 %)     |
| Activités financières et d'assurance                                                                      | 3       | 2,3 %   | (3,4 %)     |
| Activités immobilières                                                                                    | 7       | 5,4 %   | (4,2 %)     |
| Activités spécialisées, scientifiques et techniques et activités de services administratifs et de soutien | 18      | 14 %    | (12,4 %)    |
| Administration publique, enseignement, santé humaine et action sociale                                    | 19      | 14,7 %  | (12,7 %)    |
| Autres activités de services                                                                              | 7       | 5,4 %   | (7,8 %)     |

Le secteur du commerce de gros et de détail, des transports, de l'hébergement et de la restauration est prépondérant sur la commune puisqu'il représente 28,7 % du nombre total d'établissements de la commune (37 sur les 129 entreprises implantées  à Entraygues-sur-Truyère), contre 27,5 % au niveau départemental.

#### Entreprises
Les deux entreprises ayant leur siège social sur le territoire communal qui génèrent le plus de chiffre d'affaires en 2020 sont : 
- La Riviere, hôtels et hébergement similaire (392 k€)
- Financiere Baldet, activités des sociétés holding (17 k€)

### Agriculture
La commune est dans la « Viadène et vallée du Lot », une petite région agricole occupant le nord-ouest du département de l'Aveyron. En 2020, l'orientation technico-économique de l'agriculture  sur la commune est l'élevage bovin, orientation mixte lait et viande.
|               | 1988  | 2000  | 2010 | 2020  |
| ------------- | ----- | ----- | ---- | ----- |
| Exploitations | 74    | 41    | 29   | 26    |
| SAU (ha)      | 1 217 | 1 218 | 967  | 1 120 |

Le nombre d'exploitations agricoles en activité et ayant leur siège dans la commune est passé de 74 lors du recensement agricole de 1988  à 41 en 2000 puis à 29 en 2010 et enfin à 26 en 2020, soit une baisse de 65 % en 32 ans. Le même mouvement est observé à l'échelle du département qui a perdu pendant cette période 51 % de ses exploitations,. La surface agricole utilisée sur la commune a également diminué, passant de 1 217 ha en 1988 à 1 120 ha en 2020. Parallèlement la surface agricole utilisée moyenne par exploitation a augmenté, passant de 16 à 43 ha.

## Culture locale et patrimoine

### Lieux et monuments

#### Patrimoine civil
- Barrage de Cambeyrac sur la Truyère.
- Château d'Entraygues[64].
- Pont sur la Truyère construit en 1340, classé au titre des monuments historiques en 1927[65].
- Pont Notre-Dame, également appelé pont d'Olt, sur le Lot, mentionné en l'an 1388[66].
- Bourg avec la maison Valette, nommée à tort « maison Vialette », datant du XVIe siècle, inscrite au titre des monuments historiques en 1928[67].
- La mine de Margabal est connue pour avoir donné de très bonnes cristallisations de torbernite.

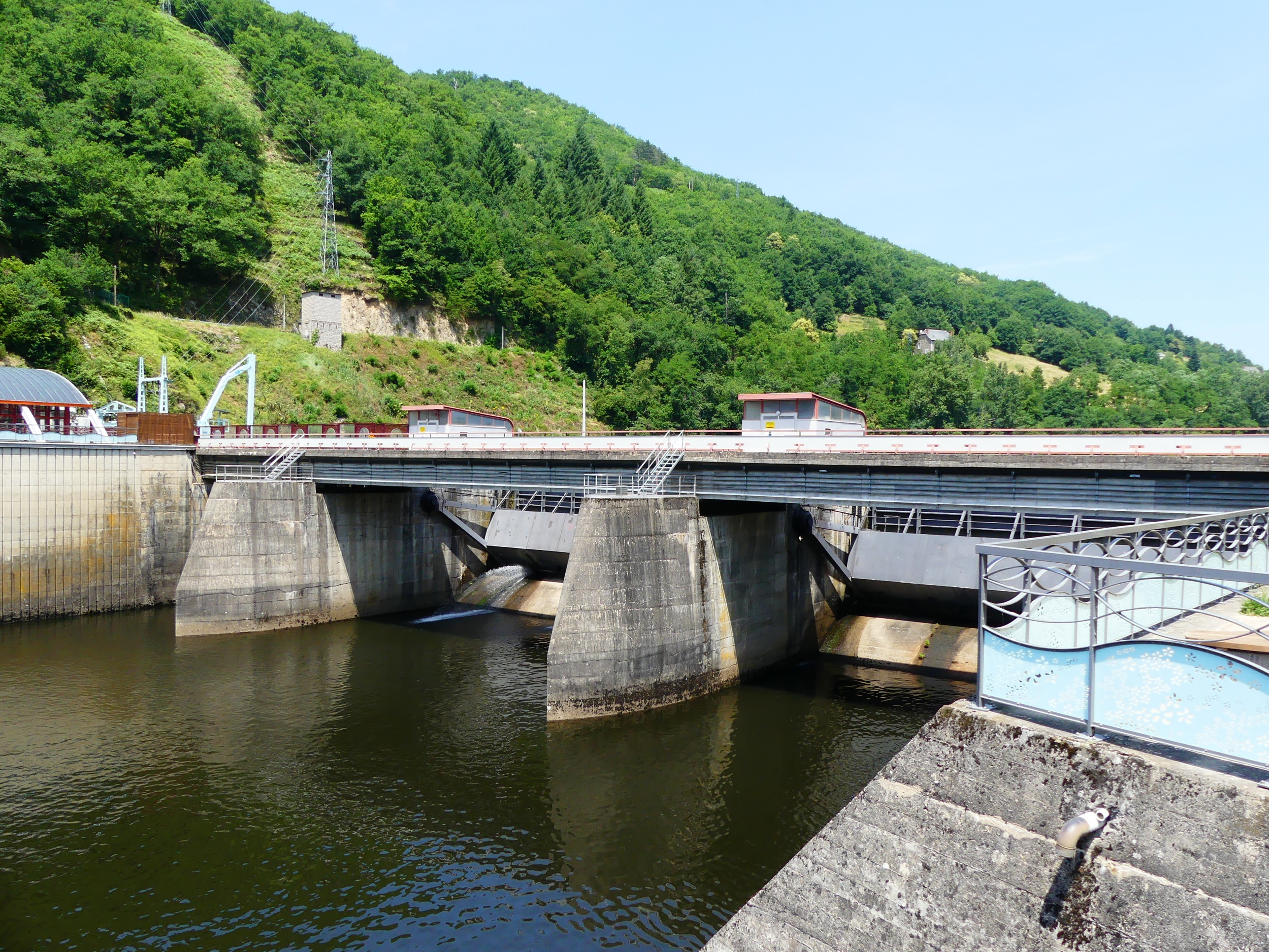
Le barrage de Cambeyrac.
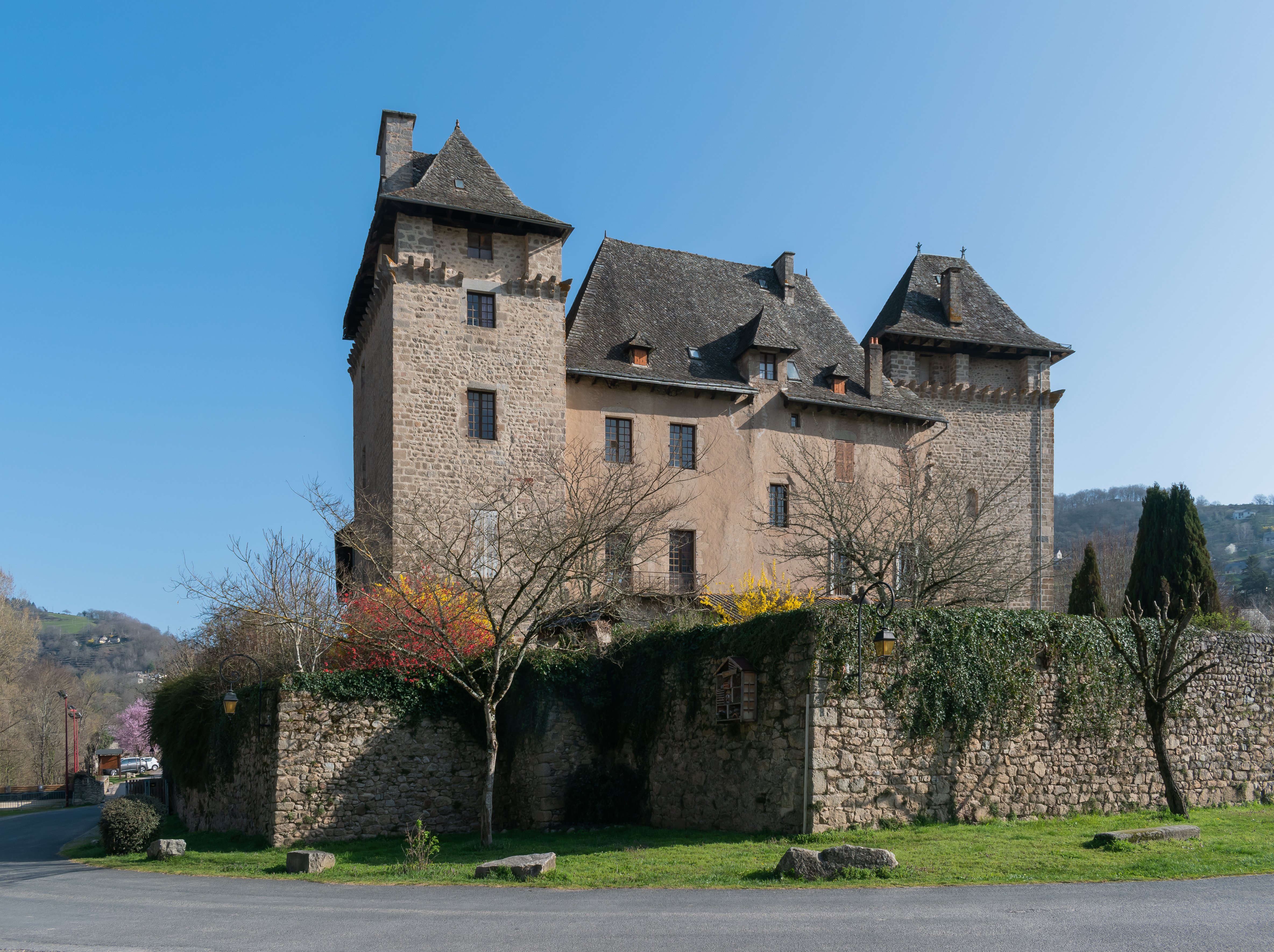
Le château.
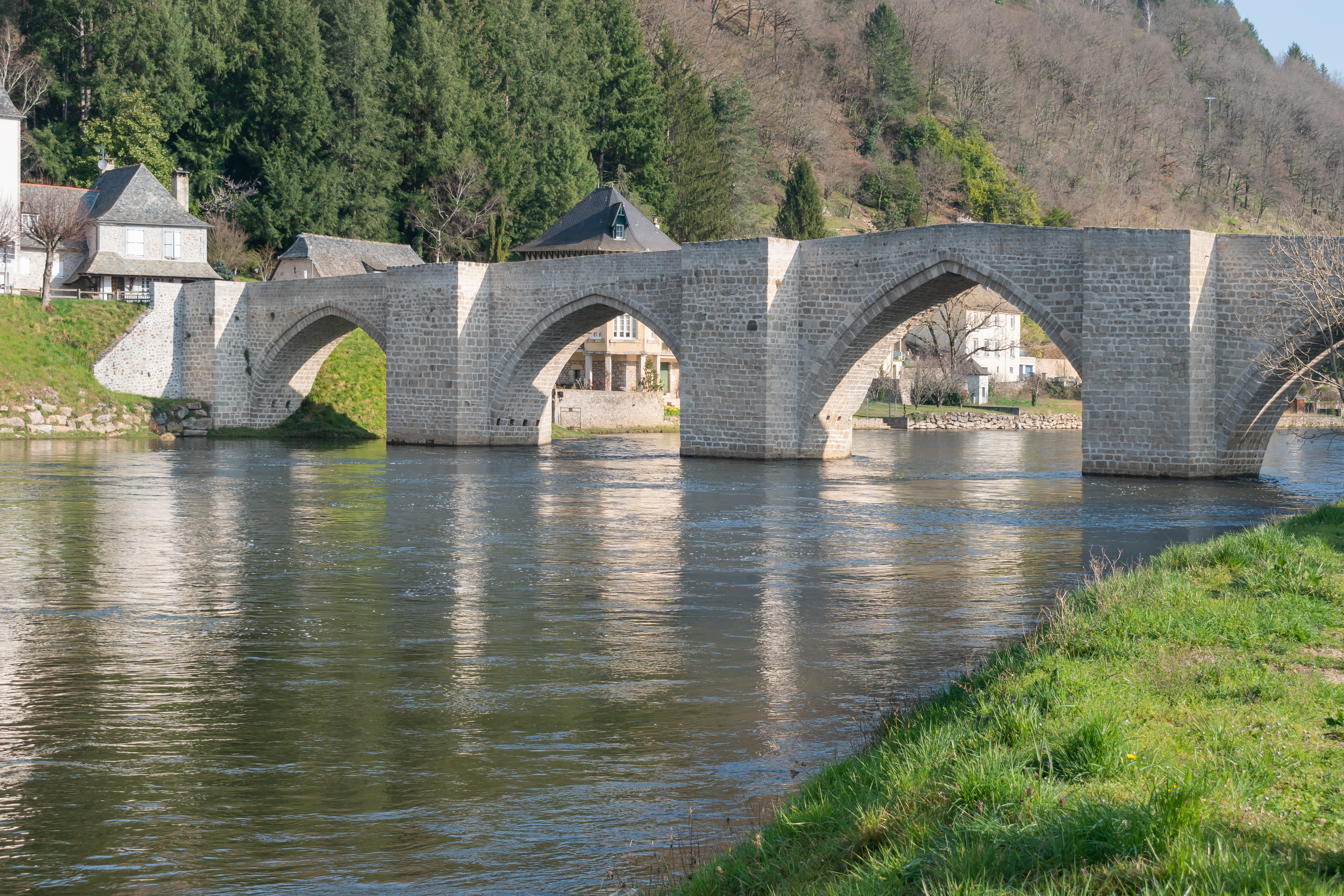
Le pont gothique sur la Truyère.
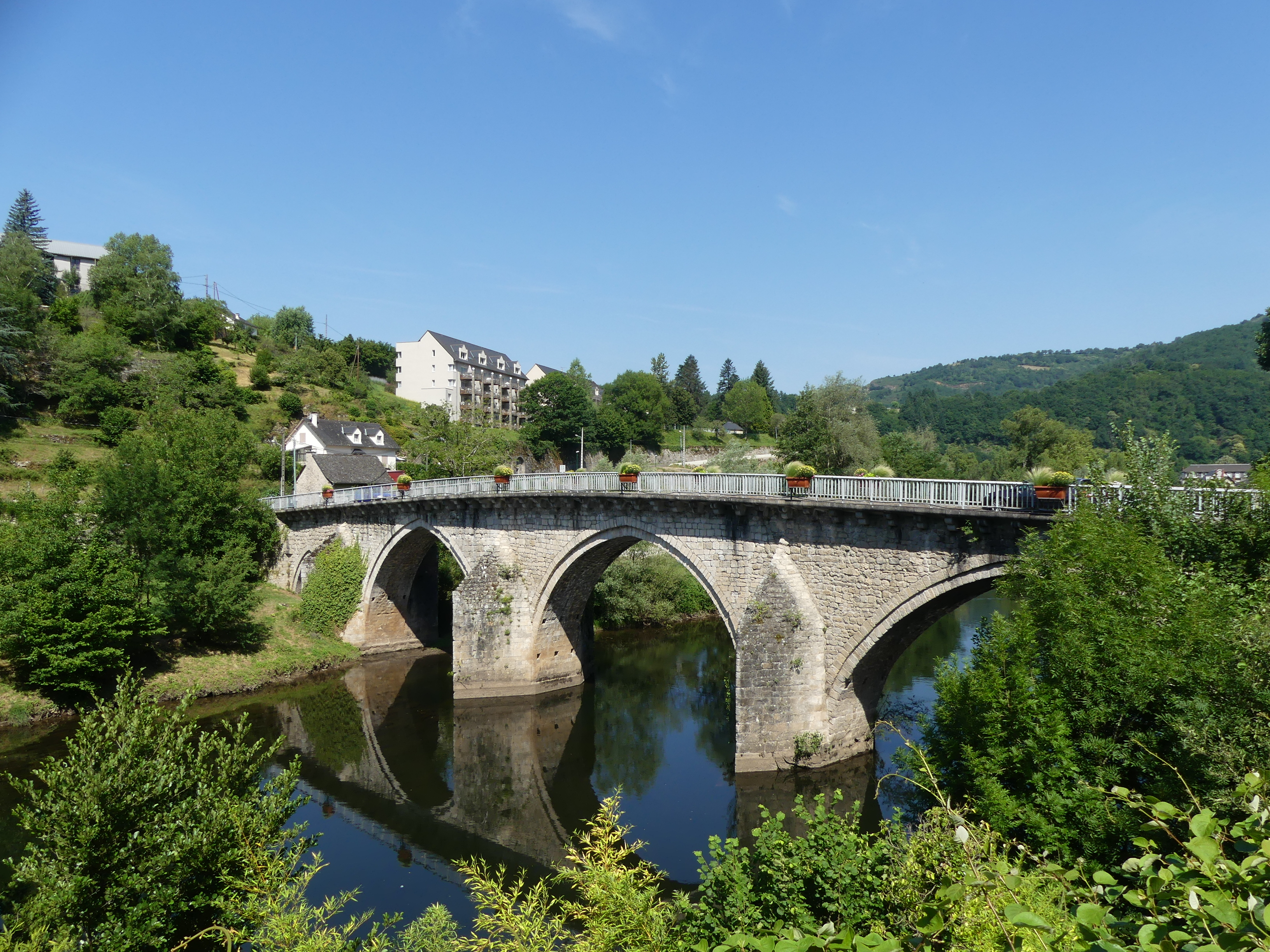
Le pont Notre-Dame sur le Lot.
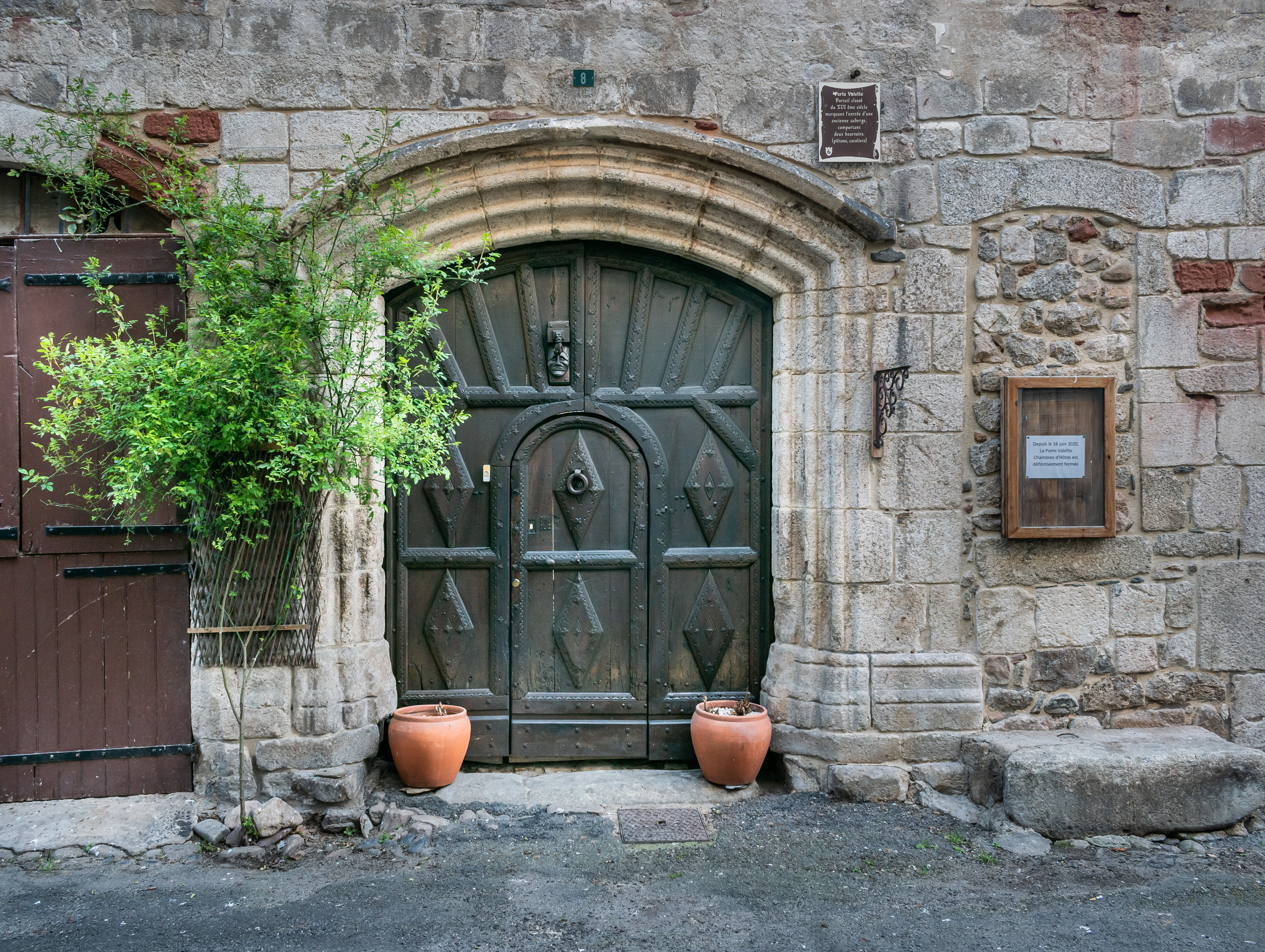
La porte de la maison Valette.
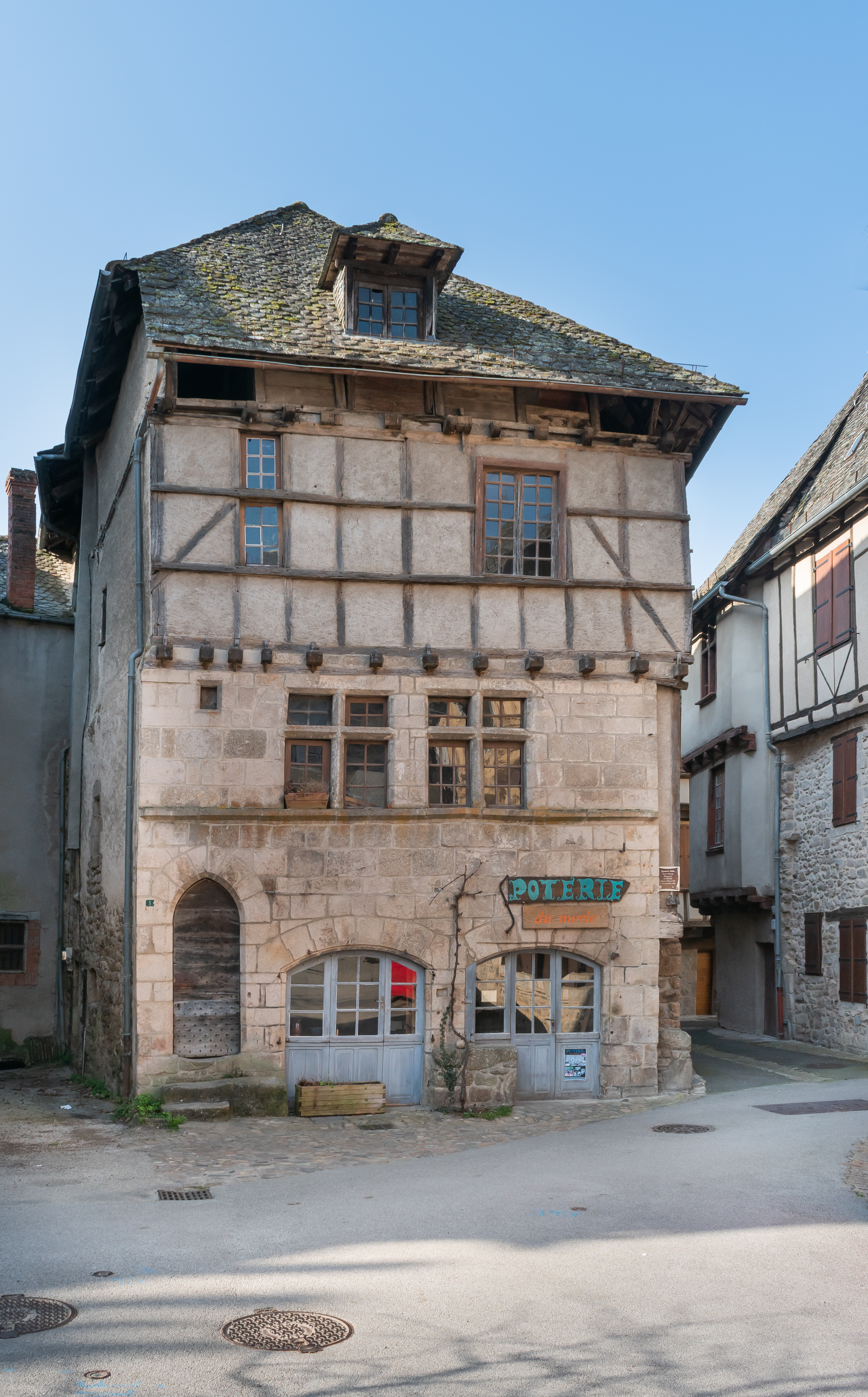
Demeure noble où aurait séjourné Marguerite de Valois en 1585.
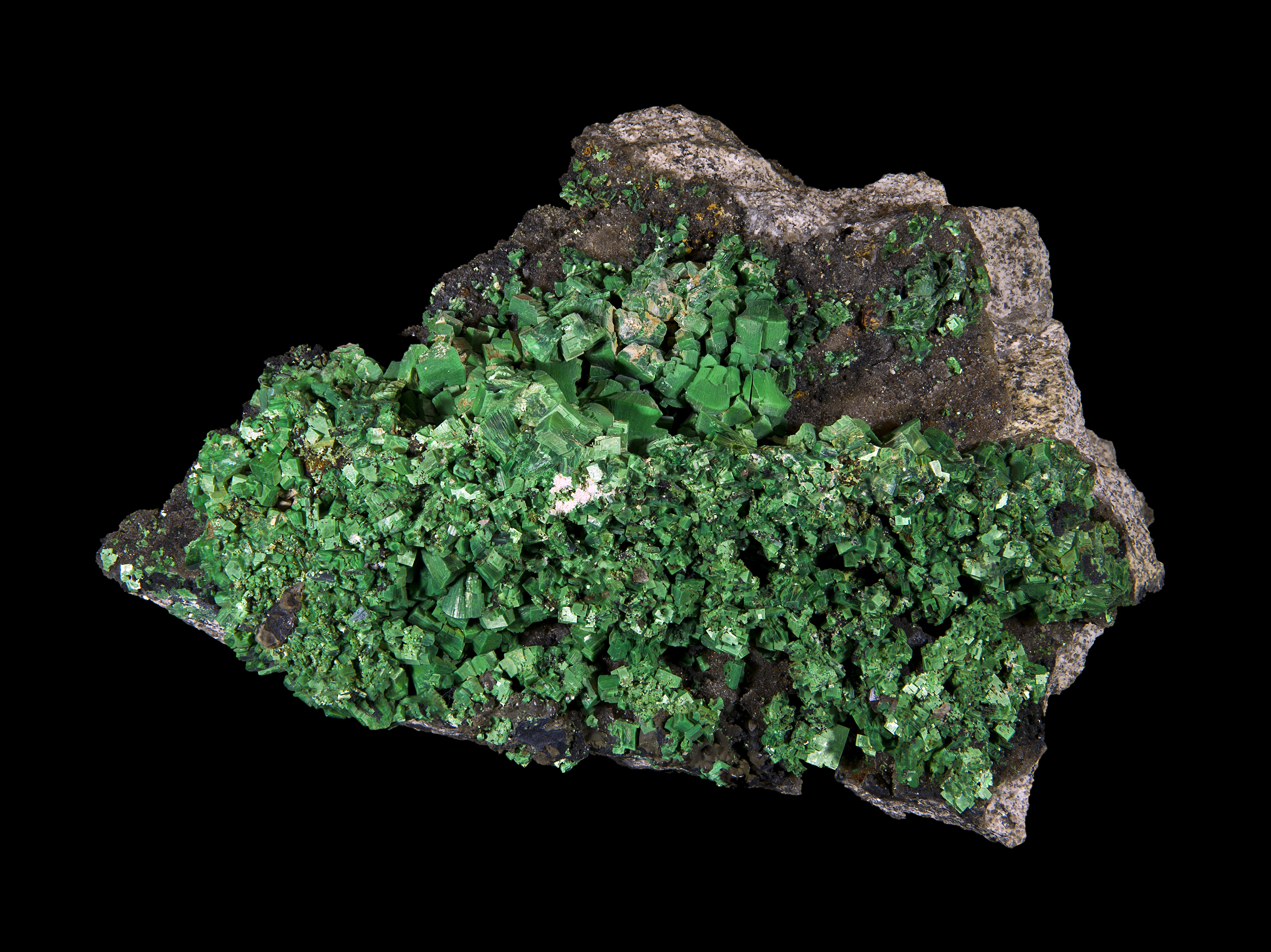
Torbernite de la mine de Margabal

#### Patrimoine religieux
- La chapelle Notre-Dame-du-Pontet d'Entraygues-sur-Truyèreest composée de deux bâtiments accolés : un ermitage dont la construction pourrait dater du XIe siècle[66] et une chapelle qui au XVIIe siècle servait de couvent des Ursulines avant de devenir le lieu de réunion des Pénitents noirs jusqu'au début du XXe siècle[51].
- Chapelle Saint-Georges d'Entraygues-sur-Truyère (au cimetière)[68].
- Église Saint-Georges d'Entraygues-sur-Truyère bâtie vers 1860, remplaçant une chapelle datant de 1680[69].
- Église Saint-Jean de Ginolhac[68].
- Porte romane de l'ancienne chapelle de l'Espital[70].

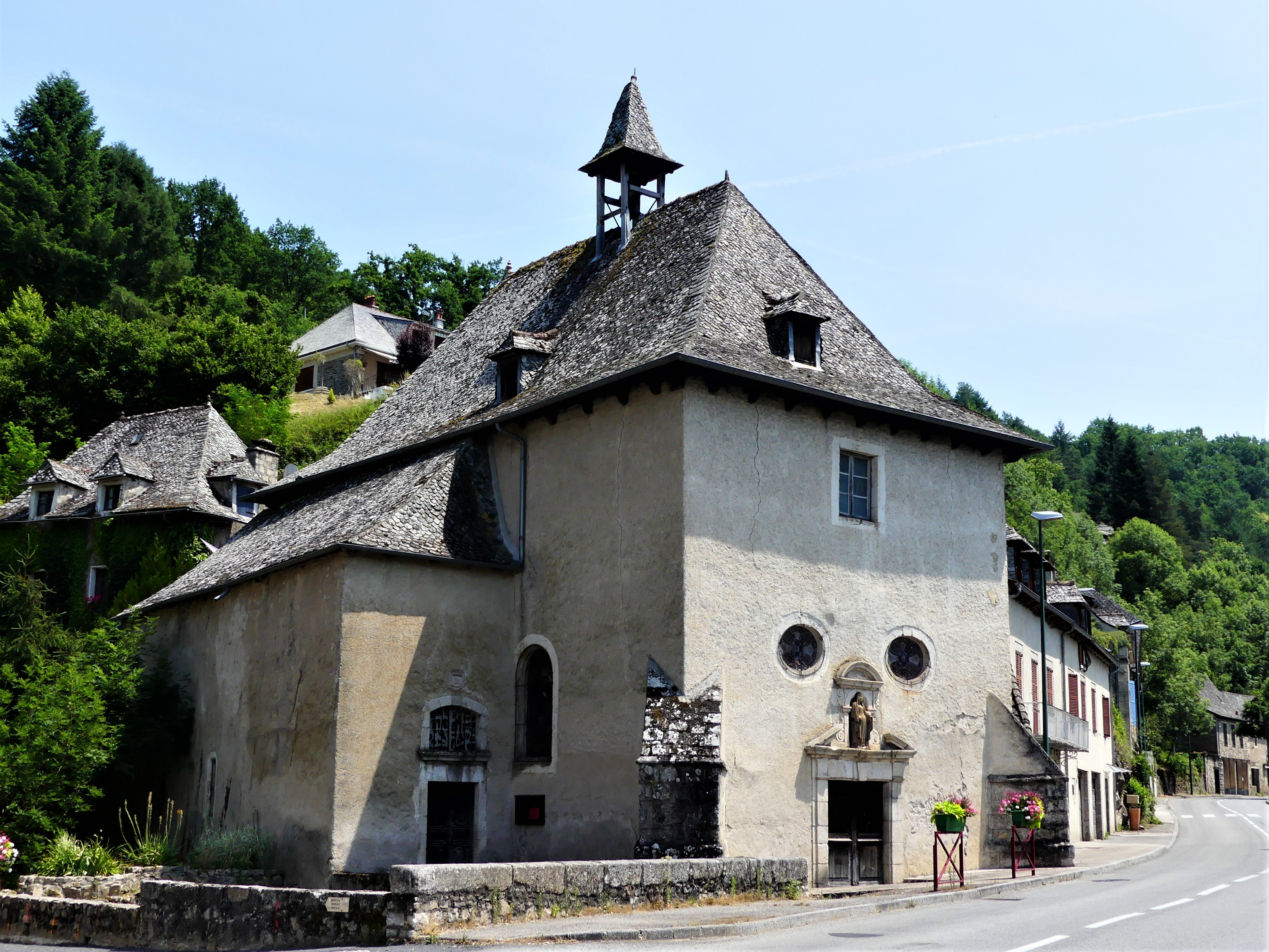
La chapelle Notre-Dame-du-Pontet.
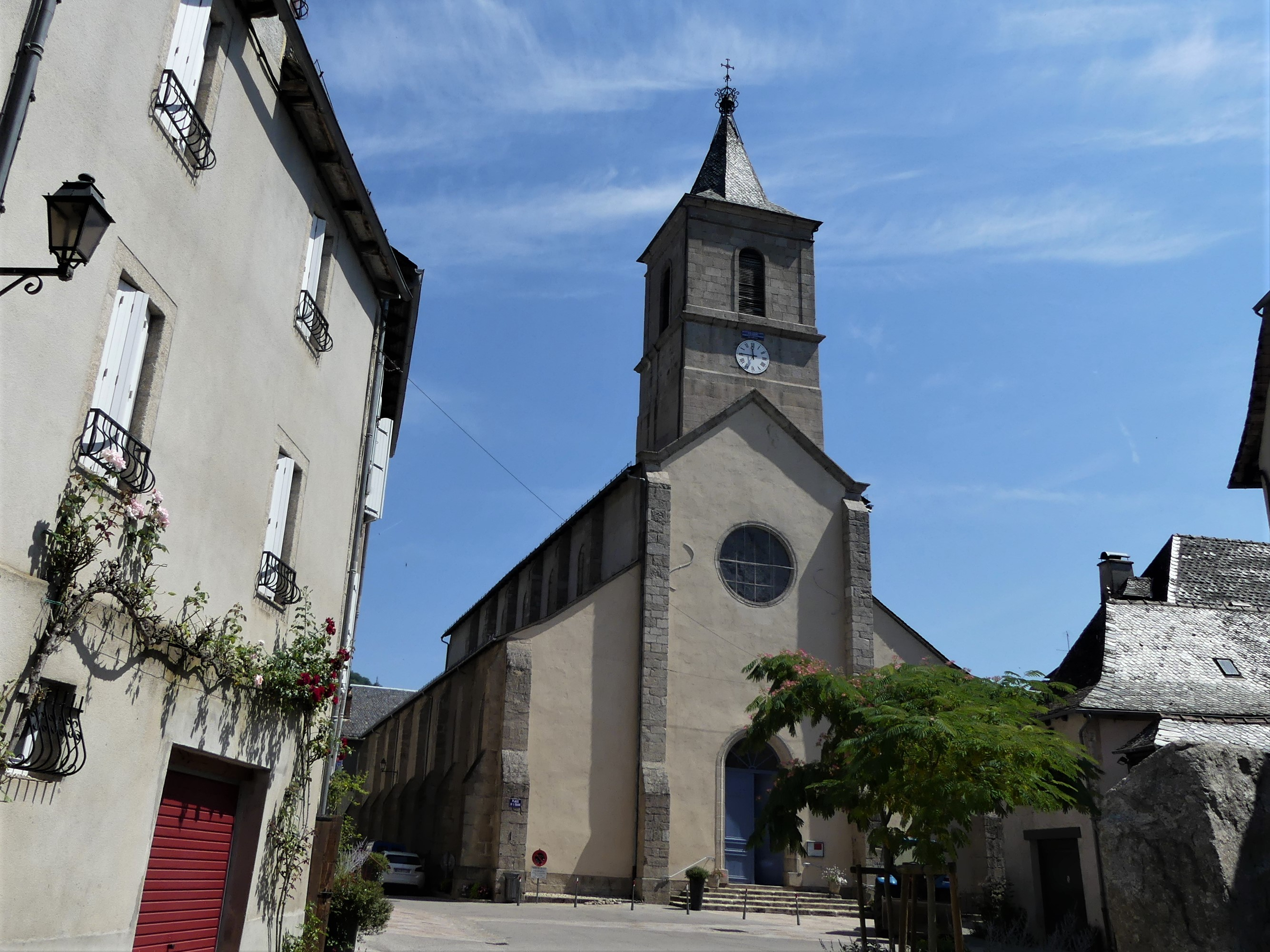
L'église Saint-Georges.
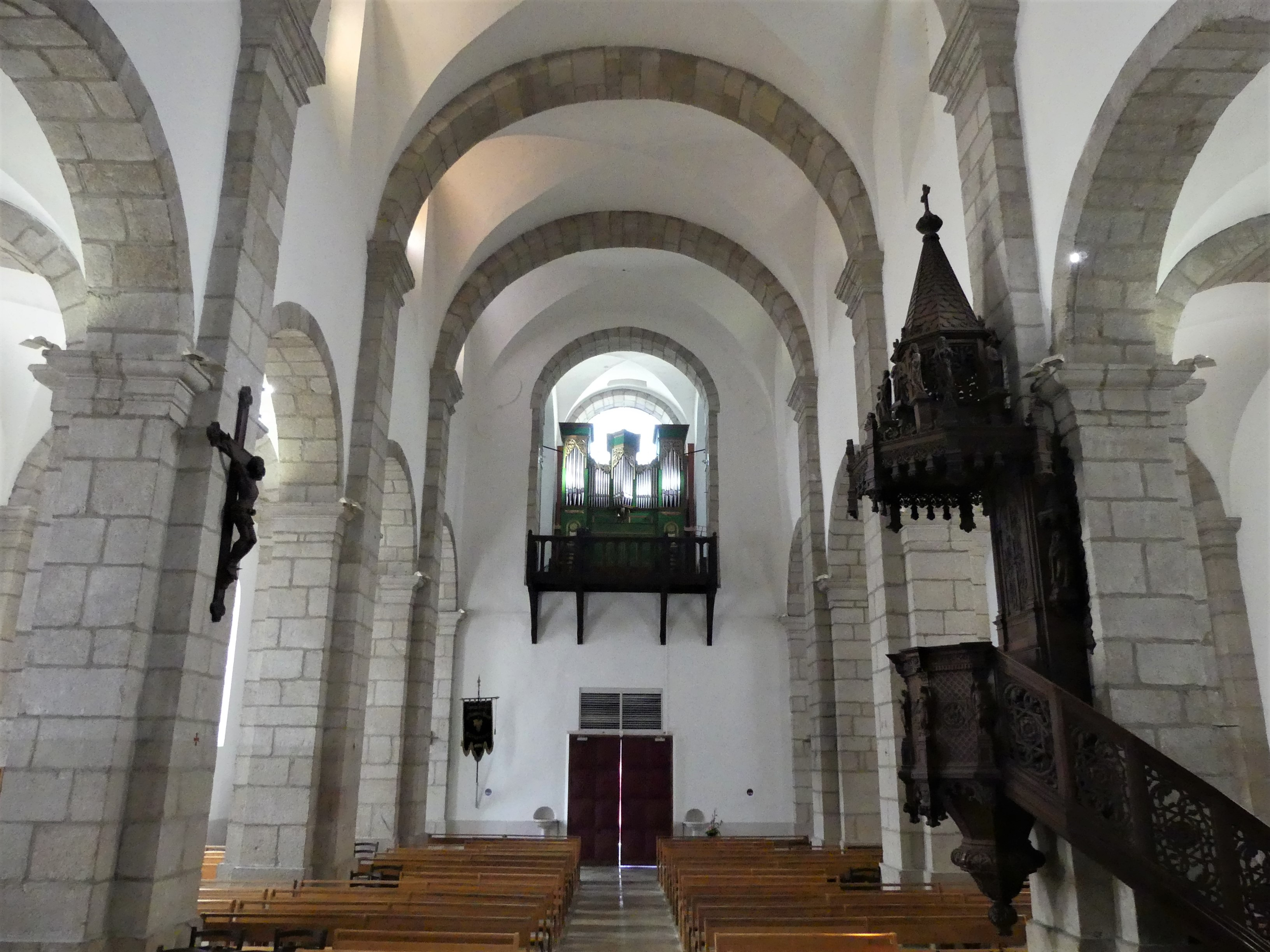
Sa nef.
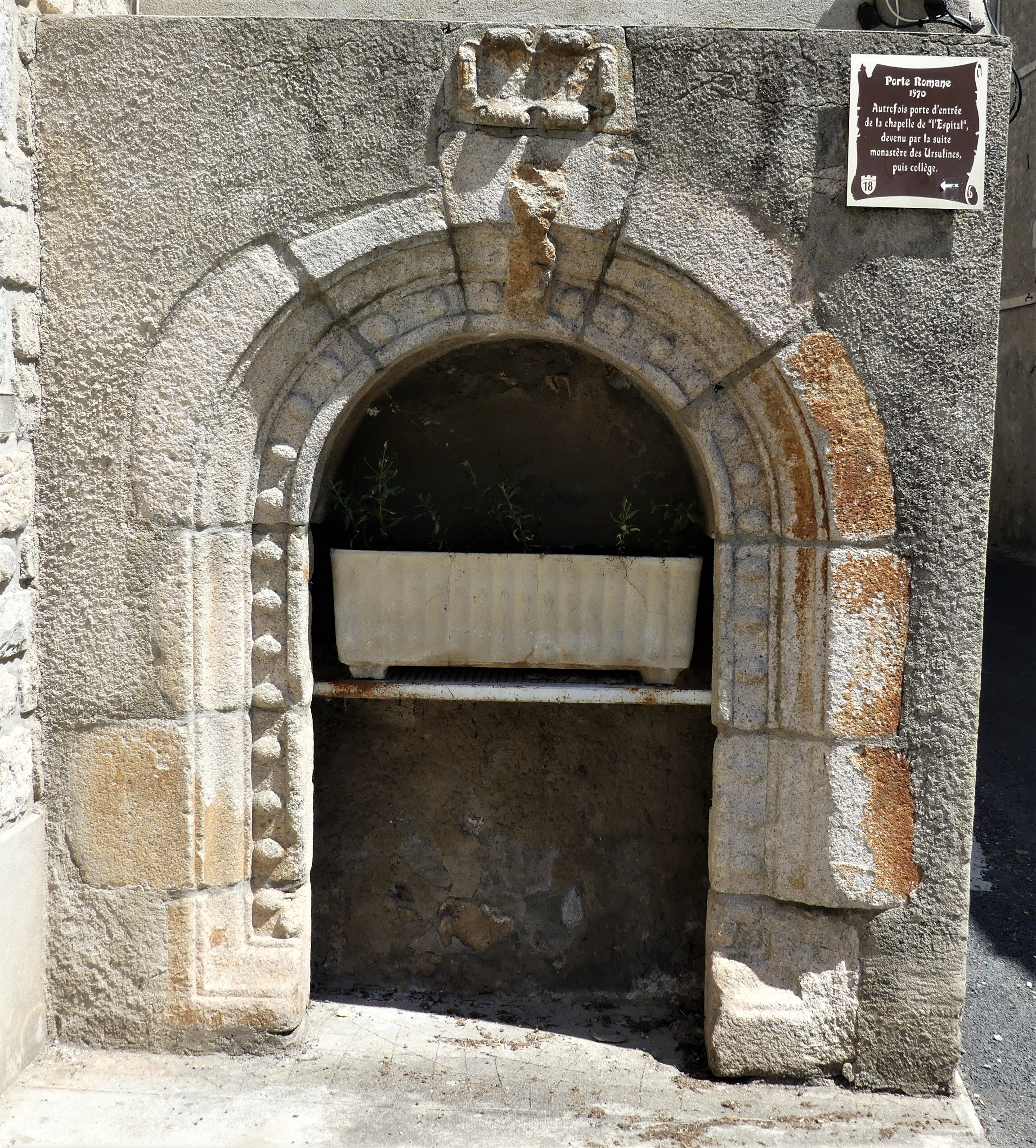
Porte romane de l'ancienne chapelle de l'Espital.

### Patrimoine culturel
- Bibliothèque.
- Cinéma.
- Antenne de l'École nationale de Musique de l'Aveyron.

### Personnalités liées à la commune
- L'Abbé Sauri ou Saury (1741-1785), né à Entraygues, professeur de philosophie et de médecine de l'université de Montpellier, essayiste ; on lui doit plusieurs livres de mathématiques et de physique.
- Mgr François Lacroix, né le 16 novembre 1793, évêque de Bayonne de 1837 à 1878. Mort à Bayonne en 1882.
- Jean Augustin Carrié de Boissy (1764-1848), né à Entraygues[71], militaire français des XVIIIe et XIXe siècles.
- Émile Just Bachelet (1892-1981) sculpteur et céramiste français a vécu dans la commune et travaillé sur le barrage de Maury  à sa construction.

### Héraldique
| Blason de la commune de Entraygues-sur-Truyère | Les armes de la commune d'Entraygues-sur-Truyère se blasonnent ainsi : Parti de sinople et de gueules au chevron renversé brochant d'argent, accompagné en chef d'une tour du même brochant sur la partition, et de deux ponts aussi d'argent, brochant sur le chevron, l'un en chef à dextre, l'autre en pointe à senestre. |